# Sissi (football)
Sisleide do Amor Lima (née le 2 juin 1967 à Esplanada dans le Nordeste), mieux connue sous le nom de Sissi, est une footballeuse brésilienne aujourd'hui à la retraite qui a notamment joué pour l'équipe du Brésil de football féminin. 
Elle a terminé meilleure buteuse de la Coupe du monde de football féminin 1999 en marquant 7 buts tout comme la chinoise Sun Wen. L'ancienne buteuse du Brésil est coach adjoint de FC Gold Pride aux États-Unis. Sissi a marqué 21 buts en 24 sélections avec la Seleçao. 